# Andròstenes de Corint
Andròstenes de Corint (en llatí Androsthenes, en grec antic Ἀνδρόσθενης) fou un militar de la ciutat de Corint.
L'any 198 aC va defensar la ciutat contra l'atac dels romans, i va ser derrotat el 197 aC per la Lliga Aquea, segons Titus Livi (Ab Urbe Condita XXXII, 23; XXXIII, 14,15).